# クレハ
株式会社クレハ（英: KUREHA CORPORATION）は、家庭用品、工業化学品、合成樹脂、医薬品、農薬などを中心とする化学メーカー。2005年9月末日までの旧商号は、呉羽化学工業株式会社（くれはかがくこうぎょう）であった。商号はかつての母体であった呉羽紡績（現・東洋紡）の創業地である富山県婦負郡西呉羽村（現・富山市呉羽町）にちなむものである。

## 概要
芙蓉グループに属する 。
コーポレートスローガンは「どこにも無ければ、創ればいい。ナケレバ、ツクレバ。」である。「NEWクレラップ」などの家庭用品部門が特に有名。かつては抗がん剤「クレスチン」（第一三共との共同販売）の売上も大きかった。
福島県いわき市に主力工場を有する。2011年3月11日に発生した東北地方太平洋沖地震（東日本大震災）により、同社いわき事業所（いわき市錦町）などが甚大な被害を受け、「クレラップ」などの製造・供給が滞ったことがあった。同社では、いわき事業所等の復旧後、被災地となった東北3県（福島・宮城・岩手の各県）の農業・農地・食生活の再生を目的として、翌2012年より3年間にわたり「NEWクレラップ」シリーズの売り上げの一部を寄付し復興支援を行う「いっしょに笑顔。東日本応援プロジェクト」を実施した。

## 沿革
- 1934年 - 実質的な前身にあたる昭和人絹株式会社が創業。
- 1939年 - 昭和人絹が呉羽紡績へ吸収合併される。
- 1944年6月21日 - 呉羽紡績の化学工業薬品・化学肥料の製造部門が分離独立し、呉羽化学工業株式会社として設立。
  - 呉羽紡績は、同年9月に三興および大同貿易と合併し大建産業となったのち、1949年12月1日に大建産業の解体分離（過度経済力集中排除法の適用を受け、伊藤忠商事、丸紅、呉羽紡績、尼崎製釘所の4社に分割）を経て、1966年に東洋紡へ合併された。
- 1949年 - 東京証券取引所に上場。
- 1953年 - 塩化ビニリデン樹脂（商品名「クレハロン」）の生産開始。
- 1960年 - 日本初の塩化ビニリデン樹脂を原料とした食品用ラップフィルム「クレラップ」発売。
- 1961年 - 大阪証券取引所に上場。
- 1969年 - 炭素繊維「クレカ」発売。
- 1977年 - 抗悪性腫瘍剤「クレスチン」発売。
- 1987年 - エンジニアリングプラスチック「フォートロンKPS」発売。
- 1989年 - 「NEWクレラップ」発売[5]。
- 1991年 - 慢性腎不全用剤「クレメジン」発売。
- 1993年 - 農業用殺菌剤「メトコナゾール」、リチウムイオン二次電池用負極材「カーボトロンP」、電極用バインダー「KFポリマー」発売。
- 2005年10月1日 - 株式会社クレハに商号変更。
- 2010年 - 大阪証券取引所上場廃止。

## 主な製品
2017年5月現在。
- 機能製品
  - 機能樹脂
    - フォートロンKPS（ポリフェニレンスルフィド）
    - クレハKFポリマー（ポリフッ化ビニリデン）
    - マイクロスフェアー（熱膨張性マイクロカプセル）
    - PGA（ポリグリコール酸）

  - 炭素製品（炭素繊維/球状活性炭/特殊炭素材料）

- 化学製品 
  - 無機薬品（か性ソーダ/塩酸/次亜塩素酸ソーダ）
  - 有機薬品（モノクロルベンゼン/パラジクロルベンゼン/オルソジクロルベンゼン）
  - 医薬品
    - クレスチン（抗悪性腫瘍剤）
    - クレメジン（慢性腎不全用剤）
    - コバルジン（動物用医薬品）

  - 農薬
    - メトコナゾール（麦・菜種用殺菌剤）
    - イプコナゾール（農業・園芸用殺菌剤）

- 樹脂製品
  - 食品包装材（塩化ビニリデンフィルム/塩化ビニリデンコンパウンド/多層フィルム/多層ボトル）
    - クレハロン（ポリ塩化ビニリデン）
    - ブローエース（多層ブローボトル）

  - 家庭用品
    - NEWクレラップ（家庭用・業務用ラップ）
    - キチントさんシリーズ

  - 合成繊維
    - シーガー（フッ化ビニリデン釣糸）

  - 包装機械（自動充填結紮機）

## 関係会社
2019年3月末時点の子会社及び関連会社数は38社である。
- 日本国内
  - クレハ合繊株式会社
  - クレハエクストロン株式会社
  - クレハ運輸株式会社
  - クレハ建設株式会社
  - 株式会社クレハエンジニアリング
  - 株式会社クレハ環境
  - 株式会社クレハ分析センター
  - 株式会社クレハトレーディング
  - クレハサービス株式会社
  - クレハスタッフサービス株式会社
  - 社団医療法人呉羽会

- 日本国外
  - 米国
    - KUREHA AMERICA INC
    - KUREHA PGA LLC
    - KUREHA ENERGY SOLUTIONS LLC
    - FORTRON INDUSTRIES LLC

  - 欧州
    - KUREHA GmbH
    - KUREHA EUROPE B.V.
    - KREHALON B.V.

  - アジア
    - 上海呉羽化学有限公司
    - 呉羽 （中国）投資有限公司
    - 呉羽（上海）炭繊維材料有限公司
    - 呉羽(常熟)ふっ素材料有限公司
    - 南通匯羽豊新材料有限公司
    - KUREHA VIETNAM CO., LTD.

  - オセアニア
    - KREHALON AUSTRALIA PTY. LTD.

## 提供番組
現在
- ウェークアップ!（読売テレビ制作・日本テレビ系） - 筆頭スポンサー・60秒、2012年4月～9月まで、同年10月以降は30秒。
- 情報ライブ ミヤネ屋（読売テレビ制作・日本テレビ系） - 木曜・30秒、以前は月曜→金曜で60秒：クレラップなどの家庭用品のCMを放映。
- 雨上がり決死隊のトーク番組アメトーーク!（テレビ朝日） - 後半ナショナルスポンサー。2019年8月から、PT扱い。日清食品から引き継いだ。
- 日曜ビッグバラエティ・緊急SOS!池の水ぜんぶ抜く大作戦・日曜ゴールデンの池上ワールド 池上彰の現代史を歩く〜Walking through Modern History〜の21時台
- ドラえもん（テレビ朝日）

過去
- クイズ・ドレミファドン!以降のフジテレビ系日曜日昼12時台（「ウチくる!?」の手前番組で降板）
- THE・恋ピューター
- スター爆笑Q&Aなどの読売テレビ制作・日本テレビ系バラエティー番組
- よみうりテレビ制作月曜10時枠連続ドラマ（永遠の仔など）
- 木曜ゴールデンドラマ→ドラマシティー
- テレポート6（関東ローカルニュース番組）
- ノックは無用!
- 爆笑レッドカーペット
- 産経テレニュースFNN
- 金曜プレステージ
- 朝だ!生です旅サラダ
- キラキラ☆プリキュアアラモード
- マジカパーティ
- クレヨンしんちゃん
- 釣り・ロマンを求めて（シーガー釣糸などのCMを放映）
- 知らばかプラス
- ビッグフィッシング（シーガー釣糸などのCMを放映）
- 旅わくわく
- ヒルナンデス!（水曜･30秒・2013年4月より、以前は金曜） など。
- 情報プレゼンター とくダネ!（フジテレビ） - 木曜日前半ナショナルスポンサー・30秒、→以前は金曜前半ナショナルスポンサー・30秒、初回PT扱い、木曜後半ナショナルスポンサーにもPT扱いにてCMを放映。
- ウェークアップ!ぷらす（読売テレビ制作・日本テレビ系） - 筆頭スポンサー・60秒、2012年4月～9月まで、同年10月以降は30秒。
- つりと私（TBSラジオ）

## 不祥事
2025年5月16日、取締役常務執行役員が業務時間外の懇親の場で女性社員に不適切行為を行ったとして辞任したことを発表（「不適切行為」の内容については、同社は「プライバシー保護」を理由に明らかにしていない）。同年5月上旬に内部通報があり、調査の結果、事実だと認定された。